# Einsatzkommando Tilsit
Das Einsatzkommando Tilsit war eine Gruppe innerhalb der SS, gebildet aus Kräften der Staatspolizeistelle Tilsit und der Ordnungspolizei Memel, die gemeinhin zu den SS-Einsatzgruppen gezählt wird. Sie ermordete von Juni 1941 mit Beginn des Unternehmens Barbarossa bis Ende September 1941 Juden, mutmaßliche Kommunisten und auf Grundlage des Kommissarbefehls sowjetische Kriegsgefangene, laut Bericht Walter Stahleckers 5502 Menschen. Ferner beteiligten sich an den Aktionen des Einsatzkommandos der Sicherheitsdienst für den Abschnitt Tilsit, Angehörige der Wehrmacht und der Waffen-SS sowie lokale litauische Polizisten und „Weißbändler“ (Sammelbezeichnung für litauisch-nationalistische, antisowjetische „Partisanen“). Mit dem durch das Einsatzkommando verübten Massaker von Gargždai begannen die systematischen Massenerschießungen der (zunächst nur männlichen, erwachsenen) jüdischen Bevölkerung durch die Einsatzgruppen. Die Befehlslage, in deren Rahmen die Morde durchgeführt wurden, ist nicht sicher feststellbar und Gegenstand sich wandelnder geschichtswissenschaftlicher Deutungen.

## Aufstellung und Tätigkeit
Das Einsatzkommando Tilsit unter Leitung Hans-Joachim Böhmes bildete sich ad hoc in der Vorbereitung der Massenerschießung in Gargždai vom 24. Juni 1941. Böhme stand der Staatspolizeistelle Tilsit mit allein dort etwa 60–65 Mann vor, der die Grenzpolizeikommissariate Memel, Tilsit, Eydtkau und Sudauen untergeordnet waren. Böhme und Werner Hersmann, Leiter des SD-Abschnitts Tilsit, beschlossen am 23. Juni die Schutzpolizei Memel unter Bernhard Fischer-Schweder hinzuzuziehen. Böhme sagte vor Gericht aus, zunächst in der Nacht vom 21. auf den 22. Juni 1941 zu Beginn des Unternehmens Barbarossa vom Reichssicherheitshauptamt (RSHA) den Befehl zur „Sonderbehandlung“, d. h. Ermordung, von Juden und Kommunisten erhalten zu haben. Walter Stahlecker, Befehlshaber der Einsatzgruppe A, habe die Staatspolizeistelle Tilsit am 22. Juni gegen 20:00 aufgesucht und darauf am Abend oder in der Nacht Böhme, unter dem Hinweis, dass es sich um einen Führerbefehl handle, befohlen, jüdische Männer, Frauen und Kinder und „kommunistenverdächtige“ Litauer auf einem ca. 25 km breiten Streifen hinter der Grenze zu ermorden, was sich Böhme vom RSHA habe bestätigen lassen. Böhme meldete dem Reichssicherheitshauptamt am 1. Juli 1941, die Durchführung der Aktion sei am 24. Juni „mit SS-Brigadeführer Stahlecker durchgesprochen [worden], der grundsätzlich sein Einverständnis zu den Säuberungsaktionen“ erklärt habe. Am 25. Juni sei dann in Memel mit dem Führer des Einsatzkommandos 1a Martin Sandberger „Fühlung aufgenommen“ und vereinbart worden, dass „längs der ehemaligen sowjetischen Grenze in einem Raume 25 km von der Grenze entfernt alle notwendig werdenden Aktionen in der bisherigen Form durchgeführt werden sollen.“
Für den Grenzstreifen, in dem das Einsatzkommando Tilsit operierte, waren eigentlich die Einsatzkommandos 1b und 3 zuständig, Teile der Einsatzgruppe A, die am 23. Juni von Pretzsch an der Elbe mit dem Großteil ihrer Kräfte in den „Bereitstellungsraum“ (Danzig) transportiert wurde und wie die anderen Einsatzgruppen bereits vor dem Angriff auf die Sowjetunion eingerichtet und in Pretzsch instruiert wurde. Am 30. Juni wohnten Heinrich Himmler und Reinhard Heydrich dem vom Einsatzkommando verübten Massaker in Augustów bei. Im Bericht des Einsatzkommandos vom 1. Juli heißt es dazu: „Der Reichsführer SS [Himmler] und der Gruppenführer [Heydrich], die dort zufällig anwesend waren, liessen sich über die von der Staatspolizeistelle Tilsit eingeleiteten Maßnahmen unterrichten und billigten diese in vollem Umfange.“ Nachträglich erklärte Reinhard Heydrich im Einsatzbefehl Nr. 6 vom 4. Juli 1941 gegenüber den Einsatzgruppen, dass der Staatspolizeistelle Tilsit (neben der Stapo-Stelle Allenstein und Sicherheitspolizei und SD in Krakau) genehmigt worden sei, zur Entlastung der Einsatzgruppen und „vor allem“ zur Sicherung ihrer Bewegungsfreiheit in den „ihren Grenzabschnitten gegenüberliegenden neu besetzten Gebieten“ „Reinigungsaktionen vorzunehmen“. Angesichts der Verbindung mit Stahlecker wird in manchen Darstellungen auch das Einsatzkommando Tilsit zur Einsatzgruppe A gezählt.
Die Ereignismeldung UdSSR Nr. 26 vom 18. Juli 1941 meldet bis zu diesem Datum 3302 durch das Einsatzkommando Tilsit getötete Personen. Ab Ende Juli/Anfang August erschoss das Einsatzkommando dann auch jüdische Frauen, Kinder und alte Männer. Dass nur solche Opfer in einigen Berichten dieser Zeit erwähnt werden, lässt sich als Hinweis lesen, dass in einigen Orten die männliche jüdische Bevölkerung zu diesem Zeitpunkt bereits ausgelöscht war.

## Ulmer Einsatzgruppen-Prozess
Im Ulmer Einsatzgruppen-Prozess 1958 wurden zehn Beteiligte des Einsatzkommandos Tilsit, darunter Böhme, Fischer-Schweder und Hersmann, wegen „Beihilfe zum gemeinschaftlichen Mord“ in je 315 bis 3907 Fällen zu Haftstrafen verurteilt.

## Geschichte der Deutung der Befehlslage
Die Historiker Helmut Krausnick (1905–1990) und Hans-Heinrich Wilhelm folgten, insbesondere in ihrem Werk Die Truppe des Weltanschauungskrieges (1981), der Darstellung Böhmes bezüglich eines Befehls zur Ermordung von Juden aus dem RSHA. Das Ulmer Gericht, für das Krausnick selbst ein Gutachten geliefert hatte, stufte diese Behauptungen als „unwiderlegbar“ ein. Wilhelm beschrieb den Vorgang so, dass dem der Einsatzgruppe A untergeordneten Einsatzkommando Tilsit im Zuge der Bereitstellung der Einsatzgruppen erst unmittelbar vor Beginn der Erschießung in Gargždai die zentralen Befehle weitergeleitet worden sind. Krausnick nahm an, dass den Einsatzgruppen ein „grundsätzlicher Befehl zur möglichst restlosen Beseitigung des Judentums“ schon vor dem 22. Juni 1941 erteilt worden sei und dieser letztlich auf einen in der ersten Märzhäfte 1941 erteilten Sonderauftrag Hitlers basierte. Er verwies auf die Darstellung Böhmes, Stahlecker habe dessen Einwände durch den Hinweis abgefertigt, es handele sich um einen Führerbefehl. Krausnicks These von einem umfassenden und frühen Vernichtungsbefehl stützte sich auf die Rekonstruktion der dem Einsatzkommando Tilsit erteilten Weisungen, die als Schlüssel zur Aufklärung des gesamten Befehlsgebungs-Komplexes dienen sollte.
Zweifel an der Glaubwürdigkeit der Aussage Böhmes und der Existenz eines solchen Befehls äußerte – laut Konrad Kwiet erstmals 1987 – Alfred Streim. Er verwies darauf, dass ein zentraler Befehl zur Ermordung von Juden zu Beginn des Unternehmens Barbarossa nicht sicher nachgewiesen ist und die systematische Ermordung jüdischer Frauen und Kinder erst im August 1941 einsetzte.
Peter Longerich bemängelte, dass „der angebliche frühe und umfassende Vernichtungsbefehl eine Interpretation des Gerichts darstellt, die durch die Aussagen, die Böhme während der Voruntersuchung machte, nicht gedeckt“ seien. Der erste Einsatz des Einsatzkommandos Tilsit in Gargždai sei auf ein Ersuchen der Wehrmacht zurückzuführen.
Mit Bekanntwerden vom Bericht der Stapo-Stelle Tilsit vom 1. Juli 1941 aus dem Moskauer Archivzentrum für historische Dokumentation haben sich die Zweifel an Böhmes Darstellung eines Befehls durch Stahlecker in der neueren Forschung durchgesetzt, da dieser Bericht eine Initiative Böhmes nahelegen, auf die Stahlecker und dann Himmler und Heydrich unterstützend reagierten. Der Historiker Christoph Dieckmann betont, dass eine solche Initiative Böhme erlaubte, in die Position des Befehlshabers eines solchen Einsatzkommandos zu gelangen.